# 崔海
崔海（？年—？年），直隸新城縣（今河北省高碑店市）人。明朝政治人物。

## 生平
正德二年（1507年），崔海舉丁卯科順天鄉試。授官山西臨汾縣知縣。贈戶部主事，身後入祀新城鄉賢祠。